# Kanizsay

Familienwappen

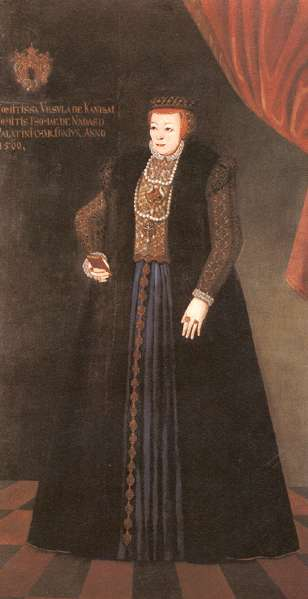
Die letzte ihrer Familie: Ursula Kanizsay

Die Kanizsay, auch Kanizsai, Kaniški (kroatisch), Grafen von Sprinzenmarkt, Grafen von Hornstein, waren eine Adelsfamilie im Königreich Ungarn des späten Mittelalters und der frühen Neuzeit. In ihrer Frühzeit war dieser Zweig der Sippe Osl vor allem als Grenzwächter des ungarischen Gyepűsystems tätig. In ihrer Blütezeit erfüllten Familienmitglieder hohe kirchliche und weltliche Funktionen als Bischöfe in Ungarn und Bane in Kroatien. Der Name Kanizsay leitet sich von der südwestungarischen Stadt Nagykanizsa ab. Das Geschlecht gilt seit 1571 als erloschen.

## Ursprung der Familie
Die Familie Osl besaß im 12. und 13. Jahrhundert den überwiegenden Teil der Grenzwächtersiedlungen des Komitats Ödenburg. Die Kanizsay gingen aus dem in Csorna begüterten Zweig der Osl-Familie hervor und wurden zu den einflussreichsten Nachfahren der Osl. Den Namen Kanizsay trugen als erste die Nachfolger des Burgvogtes Lorenz I. (Lőrinc), der 1321 die Burg Kanizsa (aus dem Besitz der Herren von Güns) von König Karl Robert von Anjou als Belohnung für seine Treue im Kampf gegen rebellierende ungarische Oligarchen erhielt. 1330 starb Lorenz I., der den Namen Kanizsay selbst nicht trug, bei einem missglückten Feldzug gegen die Walachen.

## Blüte im 14. und 15. Jahrhundert
Dank ihrer Treue zum ungarischen König gewannen die Kanizsay vor allem im Ödenburger Komitat erheblichen Einfluss. Sie erwarben umfangreiche Güter im heutigen Burgenland sowie im westungarischen Bereich. 1365 kauften sie von der Familie Wolfurt die Burg Hornstein, die sie unter anderem durch den Erwerb von Gütern Nikolaus II. von Pöttelsdorf, der Herren von Roy sowie der Familie Gutkeled zu einer Herrschaft ausbauten. Neben Kanizsa waren unter anderen Kapuvár, Lockenhaus, Sárvár und Csepreg in ihrem Eigentum. Zahlreiche weitere Herrschaften wie zum Beispiel Bernstein im Burgenland und Jormannsdorf waren an die Kanizsay verpfändet.
Nikolaus Kanizsay war Gespan der Komitate Ödenburg, Eisenburg und Zala. König Sigismund verdankte seinen Erfolg wesentlich dem Wirken Johann XIV. von Kanizsa († 30. Mai 1418), dem Bruder von Nikolaus. Der König bedankte sich bei der Familie Kanizsay, indem er Johann zum Erzbischof der Diözese Gran (Esztergom), Nikolaus zum Oberstkämmerer machte sowie 1387 der Familie die Herrschaft Kapuvár schenkte. Johann XIV. war als Primas von Ungarn lange Jahre für die Geschicke der katholischen Kirche in Ungarn verantwortlich. Seine Funktion als Kanzler des Königreiches Ungarn verhalf der Familie zu weiterem Machtzuwachs. 
1414 verstarb der letzte männliche Vertreter der Pöttelsdorfer. Der König erklärte die erbenlosen Güter für heimgefallen und verkaufte sie den Kanizsay. Nach dem Tod Johann XIV. von Kanizsa im Jahr 1418 hielt der König zwar noch immer seine schützende Hand über die Familie, doch wurde bereits das Fehlen einer einflussreichen Kanizsay-Persönlichkeit bemerkbar. Als Elisabeth, Gattin Albrechts II. die Stadt Ödenburg an Friedrich III. verpfändete unterschrieb Emerich Kanizsay einen Protest der ungarischen Adeligen gegen die Verpfändung dieses Kanizsaybesitzes an Österreich. In den darauffolgenden Jahren entwickelte sich zwischen der Stadt Ödenburg und den umliegenden Burgherrschaften eine offene Fehde. Um dem Raubritterunwesen ein Ende zu bereiten, besetzte König Friedrich IV. 1445 die Grenzburgen Bernstein, Schlaining und Rechnitz und vergab diese Burgen schließlich an Vertraute Friedrichs.

## Aussterben
1532 starb mit László Kanizsay die Familie männlicherseits aus. Das Eigentum vererbte sich auf der weiblichen Linie weiter. Die letzte Nachkommin der Familie war die Tochter Lászlós Ursula Kanizsay, die mit Erlaubnis des Königs Szapolyai mit neun Jahren zum Jungen erklärt wurde und so an das riesige Vermögen kam, damals vielleicht das größte des Landes. Sie starb 1571 als Witwe des Landesrichters und späteren Palatins Thomas III. Nádasdy, womit die Familie ausstarb und der Besitz derer von Konizsa an die emporstrebenden Nádasdy überging.

## Herrschaften, Burgen und Schlösser
- Burg Kanizsa (1321–?)
- Schloss Sárvár
- Kapuvár (1387–1532)
- Burg Bernstein (Burgenland) (von 1392 bis ca. 1420)
- Burg Schlaining (um 1370)
- Burg Hornstein (1365–?)[4]
- Burg Lockenhaus (1390 bis 1535)
- Burg Roy
- Burg Siklós
- Burg Eisenstadt (1364 bis 1445)